# 모던 보이
"모던 보이"(영어: Modern Boy)는 2008년에 개봉한 대한민국의 영화이다. 이지민의 소설 망하거나 죽지 않고 살 수 있겠니를 원작으로 만들어졌다.

## 캐스팅
- 박해일 - 이해명 역
- 김혜수 - 조난실 역
- 김남길 - 일본인 검사 신스케 역
- 김준배 - 백상허 역
- 김영재 - 오가이 역
- 신구 - 이해명 부 역
- 주석태 - 베레모 형사 역
- 황지노 - 철권 역
- 황상경 - 미스터 리 역
- 이승비 - 유키코 역
- 김광규 - 박가송 역
- 곽인준 - 일본인 형사 역
- 정민성 - 일본인 직원 역
- 문원주 - 덩치 형사 역
- 임서연 - 이시다 요코 역
- 홍상진 - 상구 역
- 김수웅 - 미나미 총독 역
- 윤종원 - 야마토 역
- 김기천 - 하숙집 주인 역
- 이칸희 - 문화구락부 마담 역
- 이태림 - 아틀란티스 지배인 역
- 김선빈 - 사애 단원 역
- 조석현 - 토지조사국 동료 역
- 전배수 - 토지조사국 동료 역
- 주석태 - 베레모 형사 역
- 황민호 - 일본 군인 역
- 오용 - 민머리 남자 역
- 문혁 - 사애 단원 역
- 곽인호 - 시마 국장 역
- 신영진 - 양장점 주인 역
- 강영구 - 승전기념식 사회자 역

## 사운드트랙
1. 개여울 (Vocal. 김혜수)
2. 메기의 추억
3. Why Don`t You Do Right? (Vocal. 김혜수)
4. 모던 보이즈
5. 색채의 블루스 (Vocal. 김혜수)
6. Down By The Riverside
7. 개여울(Japanese Ver.) (Vocal. 김혜수)
8. Nobody Knows The Trouble I`ve Seen
9. 연인
10. Adagio In G Minor
11. 삼양목장의 결투
12. Dark Eyes
13. 편지
14. Prelude, Op.28, No.4
15. 반전의 왈츠
16. 운명
17. 모던보이 Love Theme